# Anthene lychnoptera
Anthene lychnoptera är en fjärilsart som beskrevs av Grose-smith och Kirby 1893. Anthene lychnoptera ingår i släktet Anthene och familjen juvelvingar. Inga underarter finns listade i Catalogue of Life.